# Rita Reys
Rita Reys (née Maria Everdina Reijs le 21 décembre 1924 à Rotterdam et morte le 28 juillet 2013 à Breukelen) est une chanteuse de jazz néerlandaise.
Pendant sa longue carrière de chanteuse, plus de 40 disques de ses chansons ont été édités. 
Rita Reys était surnommée Europe's First Lady of Jazz. 

## Honneurs
Elle est chevalier de l'ordre du Lion néerlandais[réf. souhaitée].